# Look Back (film)
Look Back (ルックバック?, Rukku Bakku) è un film d'animazione del 2024 diretto da Kiyotaka Oshiyama.
Prodotto dallo Studio Durian, è basato sul manga one-shot omonimo di Tatsuki Fujimoto, pubblicato per la prima volta nell'estate del 2021. Protagoniste della storia sono Fujino e Kyomoto (doppiate rispettivamente da Yūmi Kawai e Mizuki Yoshida), due ragazze con caratteri opposti che condividono la passione per il disegno.
Look Back è stato distribuito nelle sale giapponesi dal 28 giugno 2024. Ha vinto il premio dedicato al miglior lungometraggio ai Crunchyroll Anime Awards del 2025.

## Trama
Fujino è una studentessa della quarta elementare con la passione per il disegno. È l'autrice principale delle strisce satiriche (yonkoma) che compaiono sul giornalino scolastico, per cui riceve diversi elogi. Un giorno, Fujino è costretta a lasciare parte del suo spazio nella rivista per Kyomoto, una ragazza che non frequenta la scuola, desiderosa di perseguire la sua passione. Inizialmente infastidita, Fujino inizia ad esercitarsi per diventare una disegnatrice più brava, sentendosi nell'ombra delle tavole di Kyomoto. Alla fine del quinto anno, è proprio Fujino la ragazza incaricata dal maestro per consegnare il diploma a casa di Kyomoto. In quell'occasione le due ragazze fanno conoscenza: inizia così una collaborazione che durerà anni, interrotta da un evento struggente.

## Produzione
L'adattamento anime di Look Back è stato annunciato a febbraio 2024, seguito, il mese successivo, dalla conferma di Kawai e Yoshida come doppiatrici di Fujino e Kyomoto.

## Distribuzione
La prémiere di Look Back è avvenuta in occasione del Festival internazionale del film d'animazione di Annecy, tenutosi dal 9 al 15 giugno 2024, in una categoria non competitiva dedicata alla presentazione di una varietà di film internazionali al pubblico.
In Giappone, il film è stato distribuito dalla Avex Pictures in 119 sale a partire dal 28 giugno 2024. A causa della critica positiva e del notevole incasso, il 5 luglio la distribuzione ha compreso altri undici cinema nipponici. Negli Stati Uniti d'America, la Japan Society (un'organizzazione nata con lo scopo di promuovere le relazioni con il Giappone) ha promosso la proiezione sottotitolata in inglese del 14 luglio a New York, in occasione dell'evento "Japan Cuts: Festival of New Japanese Cinema". La distribuzione in Nord America (4 ottobre) è stata affidata alla GKIDS, una sussidiaria della Toho, mentre la singaporiana Encore Films lo ha proiettato nelle sale del sud-est asiatico.
Look Back è stato reso disponibile internazionalmente su Prime Video il 7 novembre 2024.

### Edizione italiana
La cura del doppiaggio italiano è stata affidata allo studio Pumais Due, con i dialoghi e la direzione curati da Rossa Caputo.

## Accoglienza

### Incassi
In Giappone, il primo fine settimana di proiezione Look Back ha incassato più di 227 milioni di yen (circa 1,3 milioni di euro), corrispondenti a circa 135 000 biglietti venduti, debuttando al primo posto del botteghino per incassi e al secondo per biglietti staccati. Dopo diciotto giorni di proiezione, il film ha superato il miliardo di yen d'incasso.

### Critica
Secondo l'aggregatore di recensioni Rotten Tomatoes, il film ha ottenuto un indice di apprezzamento del 100% sulla base di 25 recensioni. Su Metacritic, il film ha ottenuto un voto di 90 su 100 sulla base di 6 recensioni.
Matteo Zucchi di Ondacinema assegna al film un voto di 7,5 su 10: nella sua recensione, puntualizza le «matrici fumettistiche del film» e analizza il finale «aperto, irrisolto e complicato come l’elaborazione del lutto»: «Look Back usa il fumetto […] per creare un ponte fra dimensioni inconciliabili, dimostrando la capacità dell’animazione di dare, e ridare, vita (spesso anche piuttosto letteralmente) a tutto ciò che nella vita di tutti i giorni può sembrare impensabile». Maurizio Encari di Multiplayer.it gli assegna 4 su 5, considerando il legame tra le protagoniste «bergmaniano, […] ovviamente con tutte le proporzioni del caso». Look Back è un «piccolo capolavoro» per Matteo Boscarol de il manifesto: «Il rapporto fra le due studentesse, i loro sguardi, le pause e i silenzi, i momenti di estatica gioia adolescenziale e quelli di dolore, sono portati sullo schermo con una finezza ed espressività che ha pochi eguali nel mondo dell’animazione contemporanea, almeno in Giappone».